# Діброва (Горохівська міська громада)
Дібро́ва — село в Україні, у Луцькому районі Волинської області. Входить до складу Горохівської міської громади. Населення становить 49 осіб.

## Історія
У 1906 році колонія Гаїнка Чаруківської волості Луцького повіту Волинської губернії. Відстань від повітового міста 33 верст, від волості 13. Дворів 10, мешканців 86.
12 червня 2020 року, відповідно до розпорядження Кабінету Міністрів України № 708-р «Про визначення адміністративних центрів та затвердження територій територіальних громад Волинської області», село увійшло у склад Горохівської міської громади.
19 липня 2020 року, в результаті адміністративно-територіальної реформи та ліквідації Горохівського району, село увійшло до складу новоутвореного Луцького району.

## Населення
Згідно з переписом УРСР 1989 року чисельність наявного населення села становила 72 особи, з яких 31 чоловік та 41 жінка.
За переписом населення України 2001 року в селі мешкало 49 осіб. 100 % населення вказало своєю рідною мовою українську мову.